# 衛貓兒
衛猫兒，清末谢家福虚构的北宋宋欽宗後宮女官。仅见于《靖康稗史箋證》。
衛猫兒担任女官的一级使令，没有被封为夫人以上的等级。靖康二年（1127年）二月，衛猫兒周岁11岁，虚岁12岁，欽宗宫中女性最年少者。
靖康之变中，開封陷落後，靖康二年二月初七日，宋徽宗被带到金軍基地青城，衛猫兒和妃嬪、宮女一起被押送到青城。多数女性在青城被金军强暴。衛猫兒不堪受辱，自刎而死。同时宮女6人曹妙婉、卜女孟、席進士、程巧、俞玩月、黄勤溺死（投水自殺）。

## 注
1. ↑  《靖康稗史箋證》卷三「開封府状」衛使令十三岁，名猫兒。
2. ↑  欽宗已在青城被拘